# 新竹縣竹東鎮立圖書館
新竹縣竹東鎮立圖書館，為新竹縣竹東鎮成立之鎮立公共圖書館，成立於1970年7月，位於新竹縣竹東鎮環山路之竹東森林公園內。
圖書館面積有2,432平方公尺，館藏約89,000冊，為竹東鎮屬大型圖書閱覽中心。該館提供Wi-Fi無線網路服務及電腦設備之E化服務，方便查詢使用。

## 沿革
- 1970年 7月16日創立[3]
- 1971年 元月22日完工正式開放為竹東鎮鎮民服務。
- 1979年 增建兒童閱覽室、期刊室、藏報室。
- 1998年 整修研習教室及視聽室。
- 1999年 10月啟用新竹縣公共圖書館自動化系統。
- 2003年 3月館舍計有3棟，面積約為303坪。
- 2004年 6月空間及營運改善計畫完成全新開放。
- 2009年 新竹縣竹東鎮立圖書館建築風貌整建工程，完成圖書館外觀立面美化。
- 2010年 新竹縣竹東鎮立圖書館-森林公園入口處公共空間改善工程，完成本館入口意象，書香花園大道，戶外閱覽平台、綠美化等工程。
- 2011年 公共圖書館閱讀環境與設備升級實施計畫，完成更新全館節能照明燈、自修室閱覽桌20張及閱覽椅91張。 新竹縣竹東鎮立圖書館屋頂漏水圖書館招牌及大門更新工程完工。

## 環境設施
- A棟：主館舍，0-6大類館藏區及主要活動區域。
  - 一樓：本樓層設有行政室、服務櫃台、資訊檢索區、兒童閱覽區，並提供童書繪本以及中文圖書分類法中0、4、6大類館藏。
  - 二樓：本樓層設有研習空間供閱讀推廣活動使用，並提供中文圖書分類法中1、2、3、5大類館藏。
- B棟：為報紙、期刊閱覽室，中午不休息。
- C棟：7-9大類館藏區與自修室。
  - 一樓：書庫，提供中文圖書分類法中7-9大類館藏。。
  - 二樓：自修室，中午不休息。

## 圖片庫

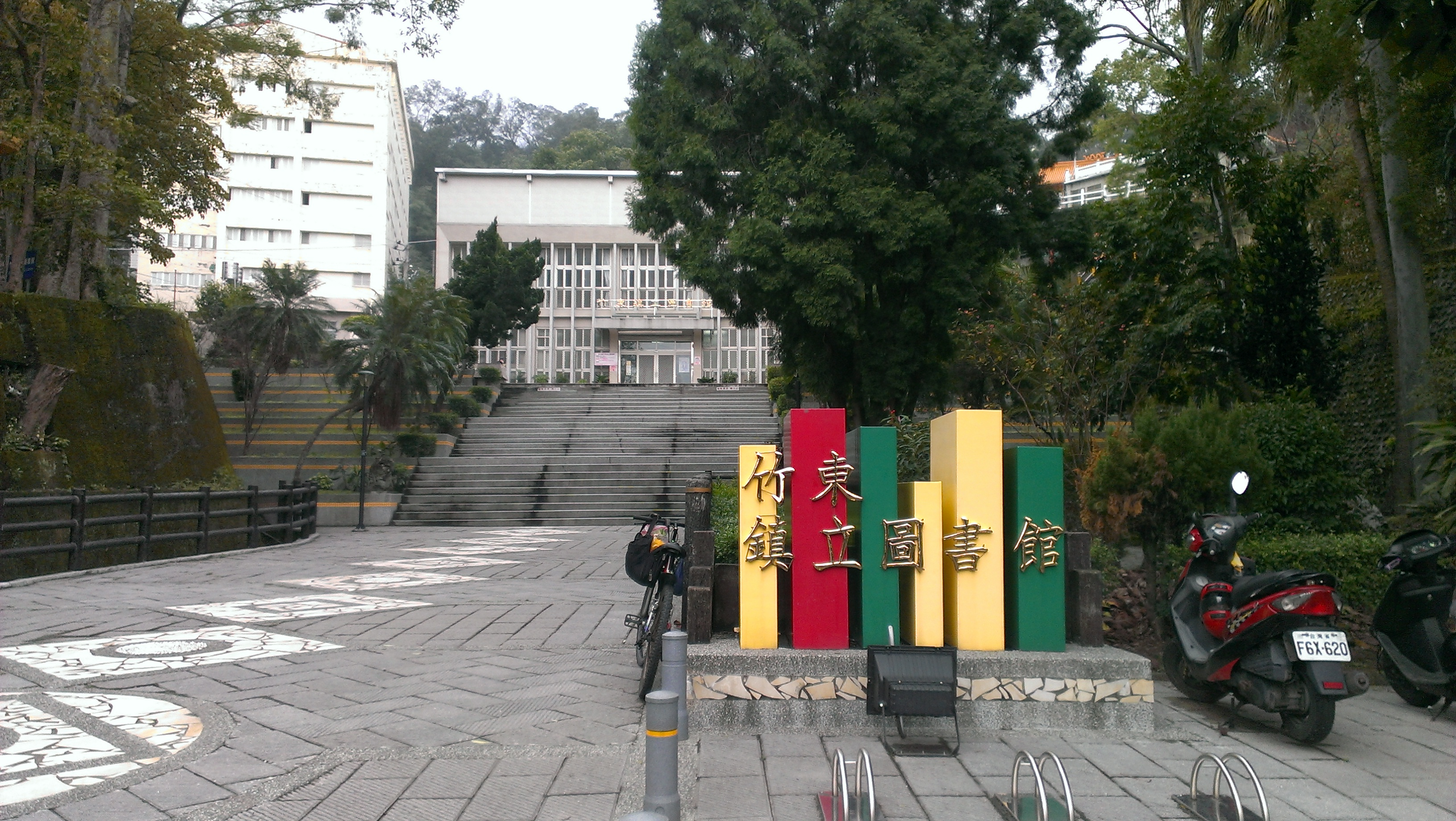
新竹縣竹東鎮立圖書館
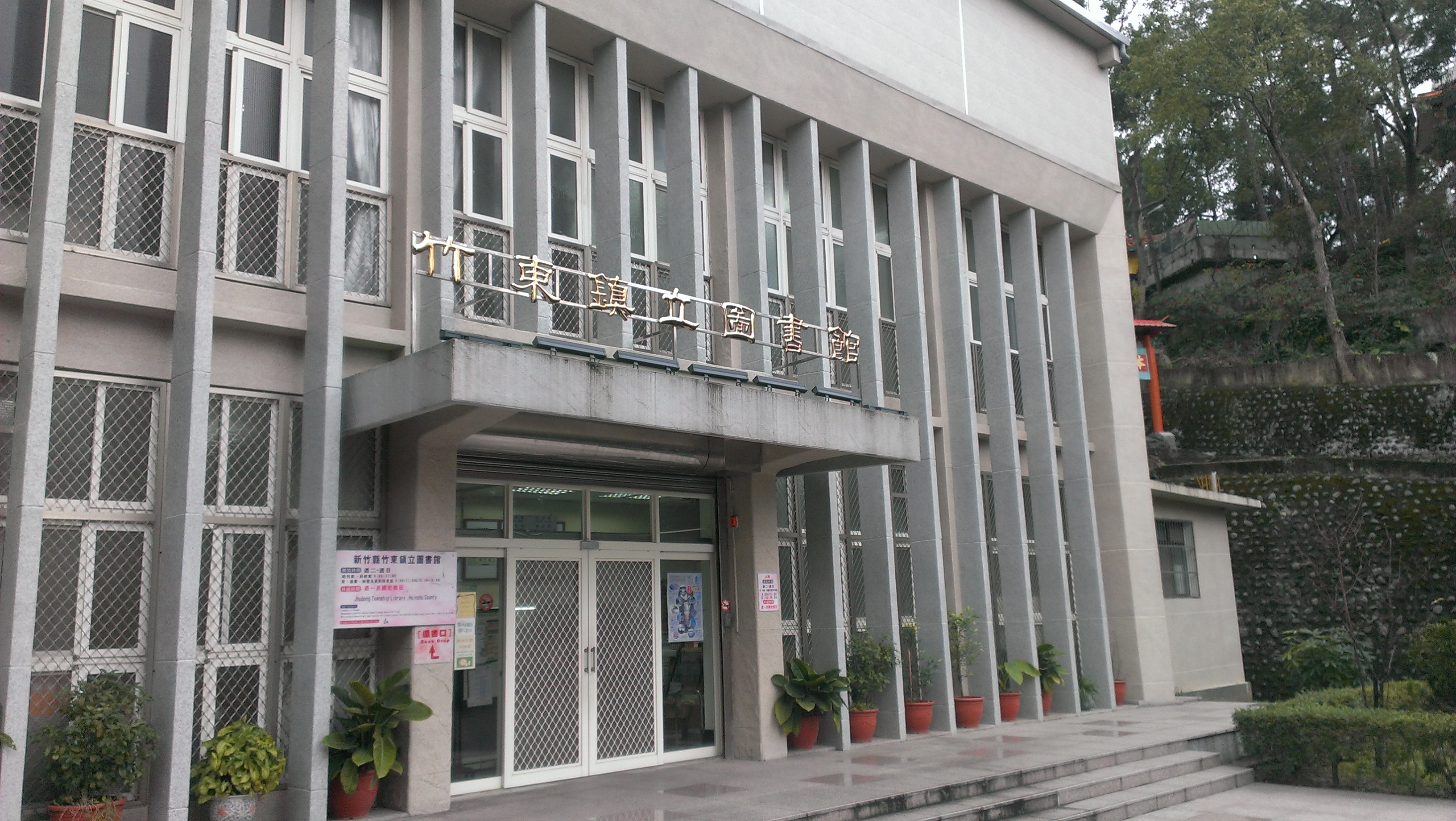
圖書館A棟
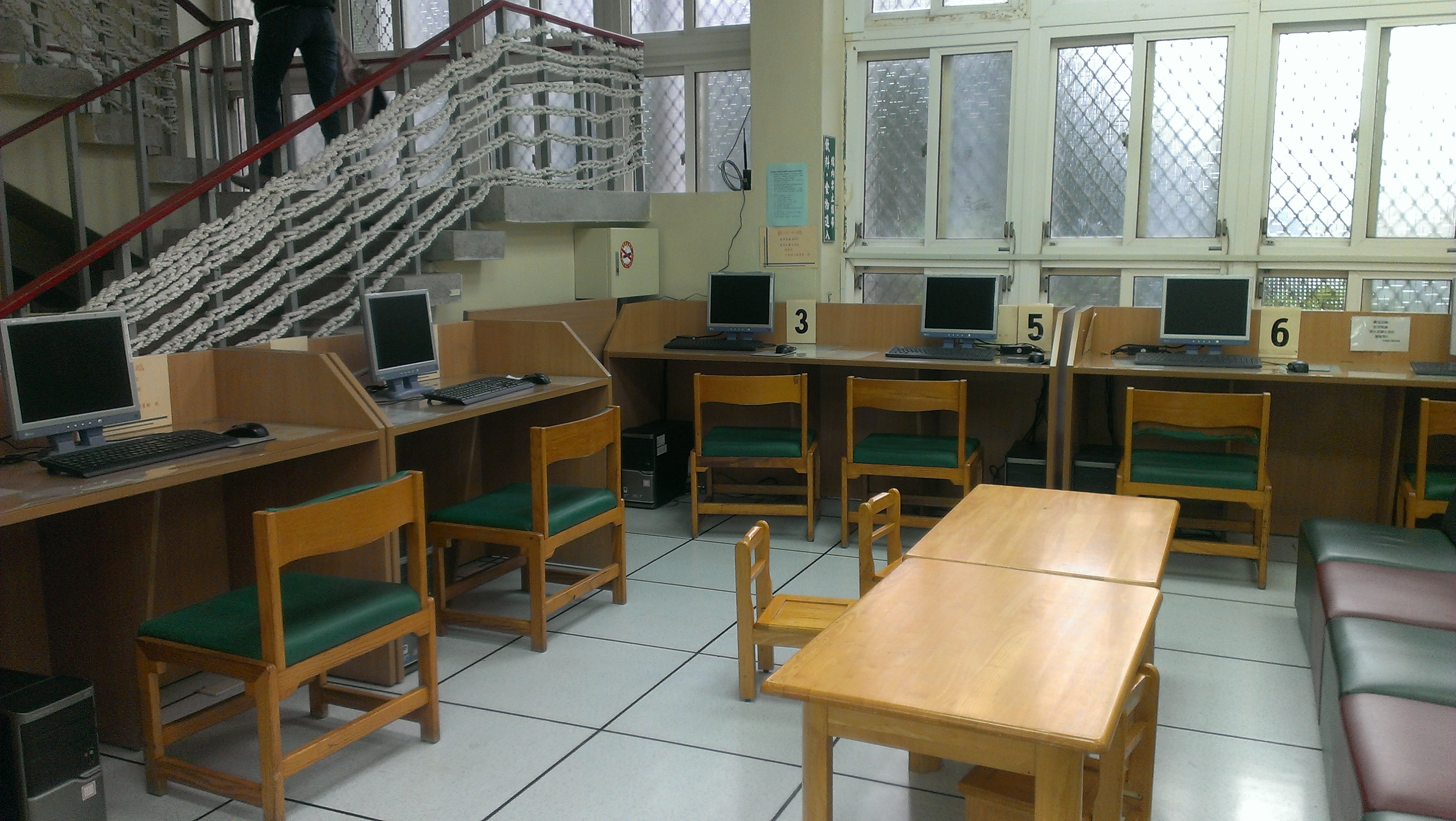
A棟資訊探索區
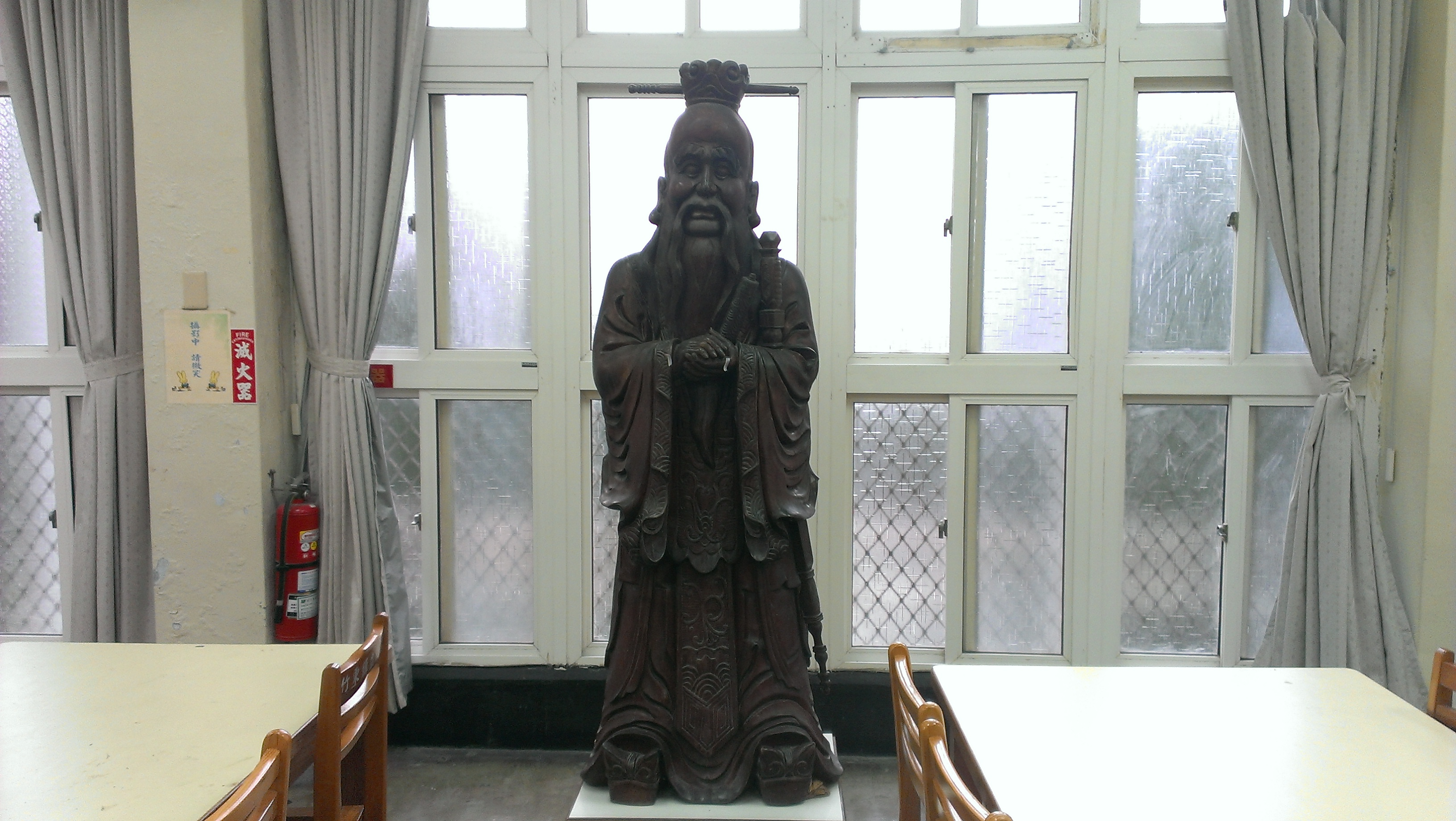
A棟二樓孔子像
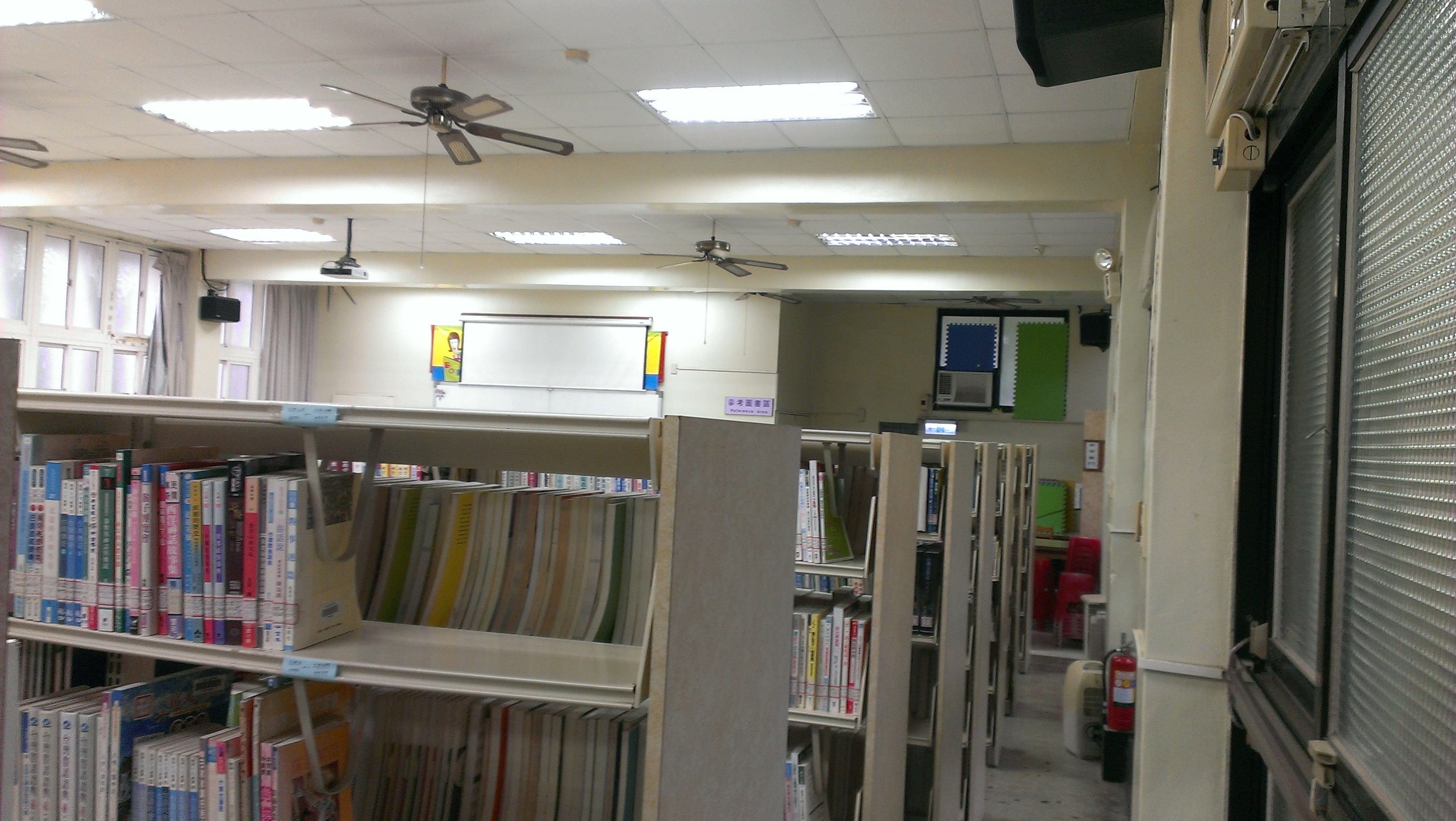
A棟二樓活動研習區書庫
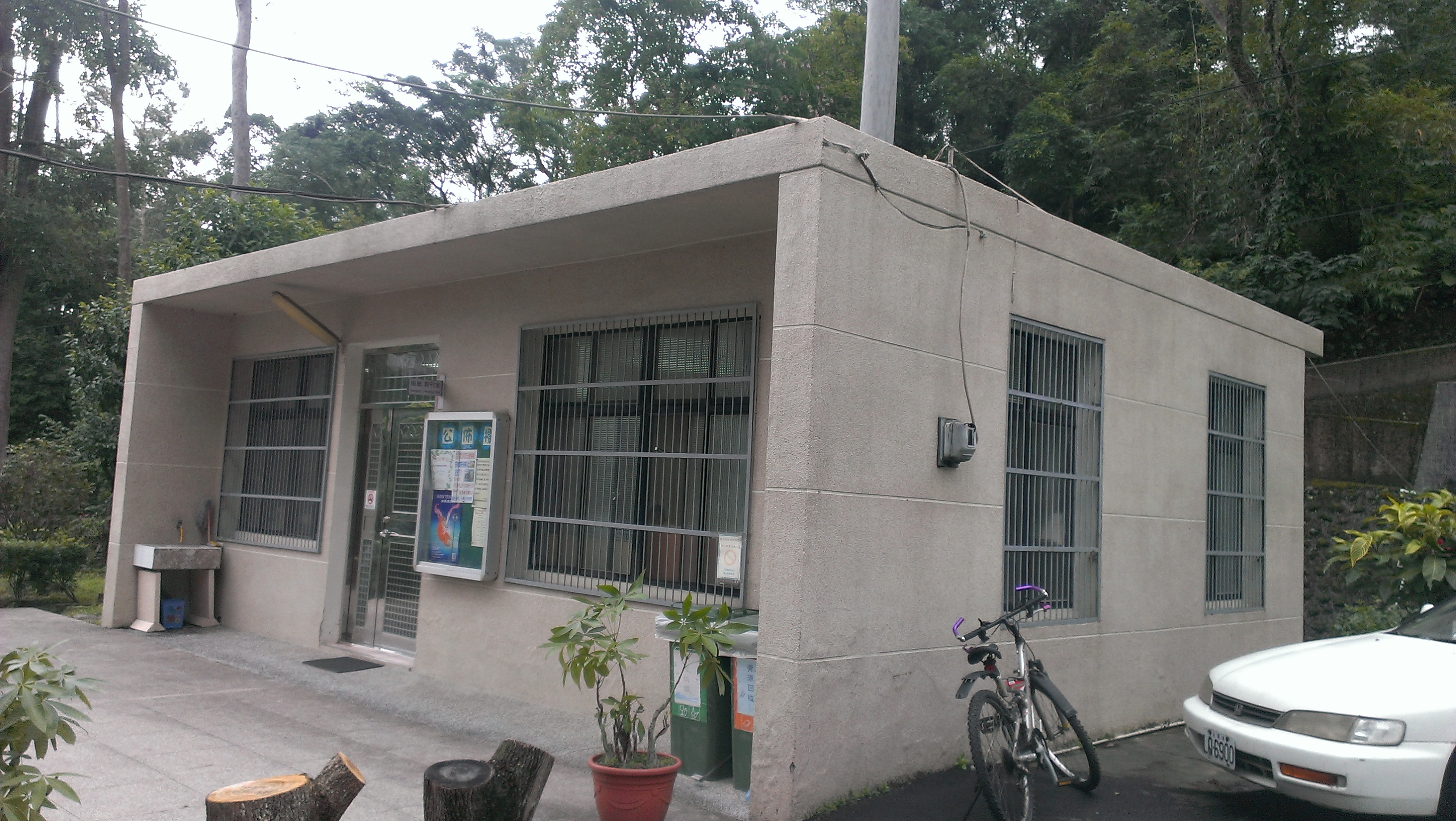
B棟報紙、期刊室
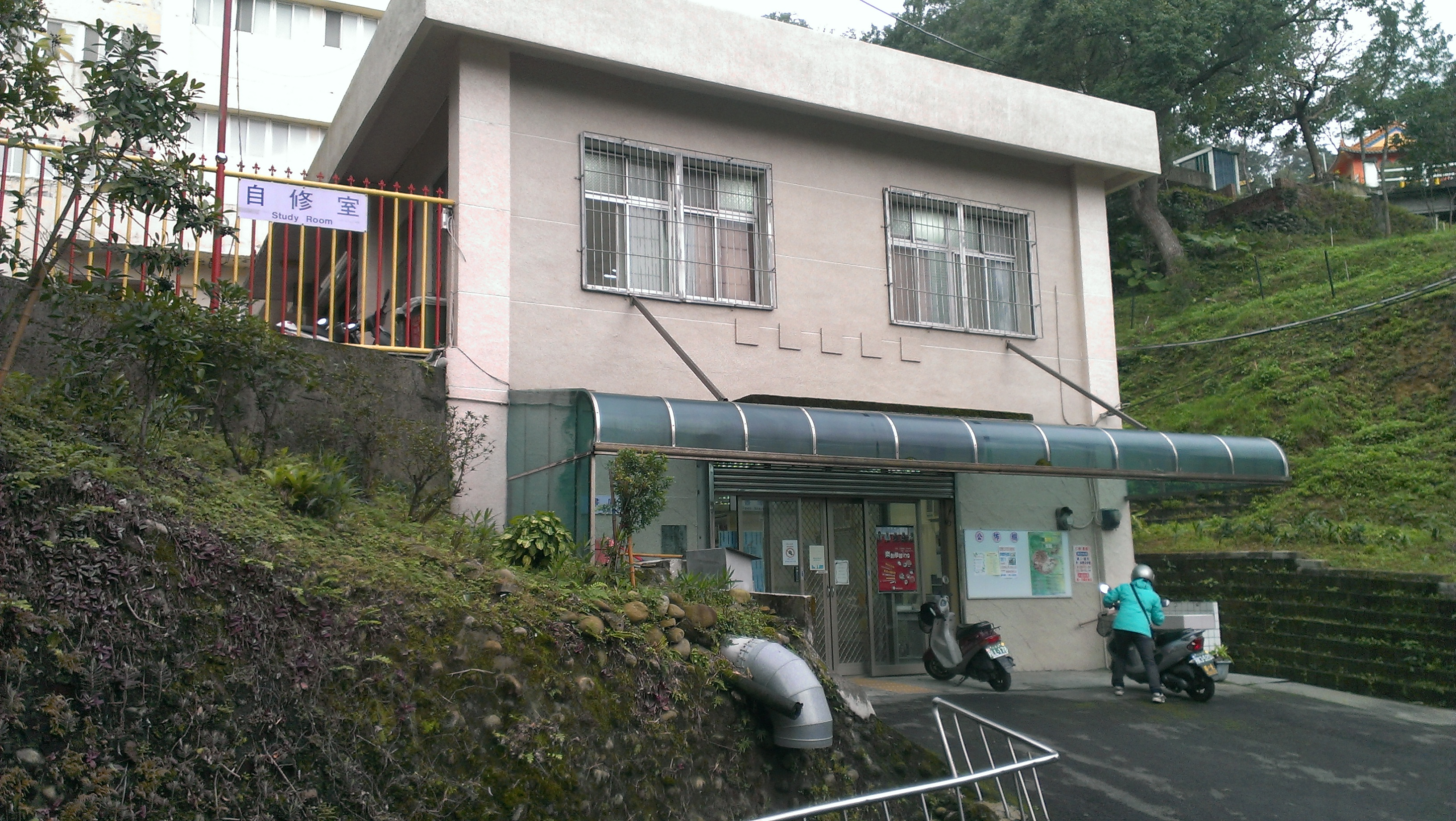
C棟自修室
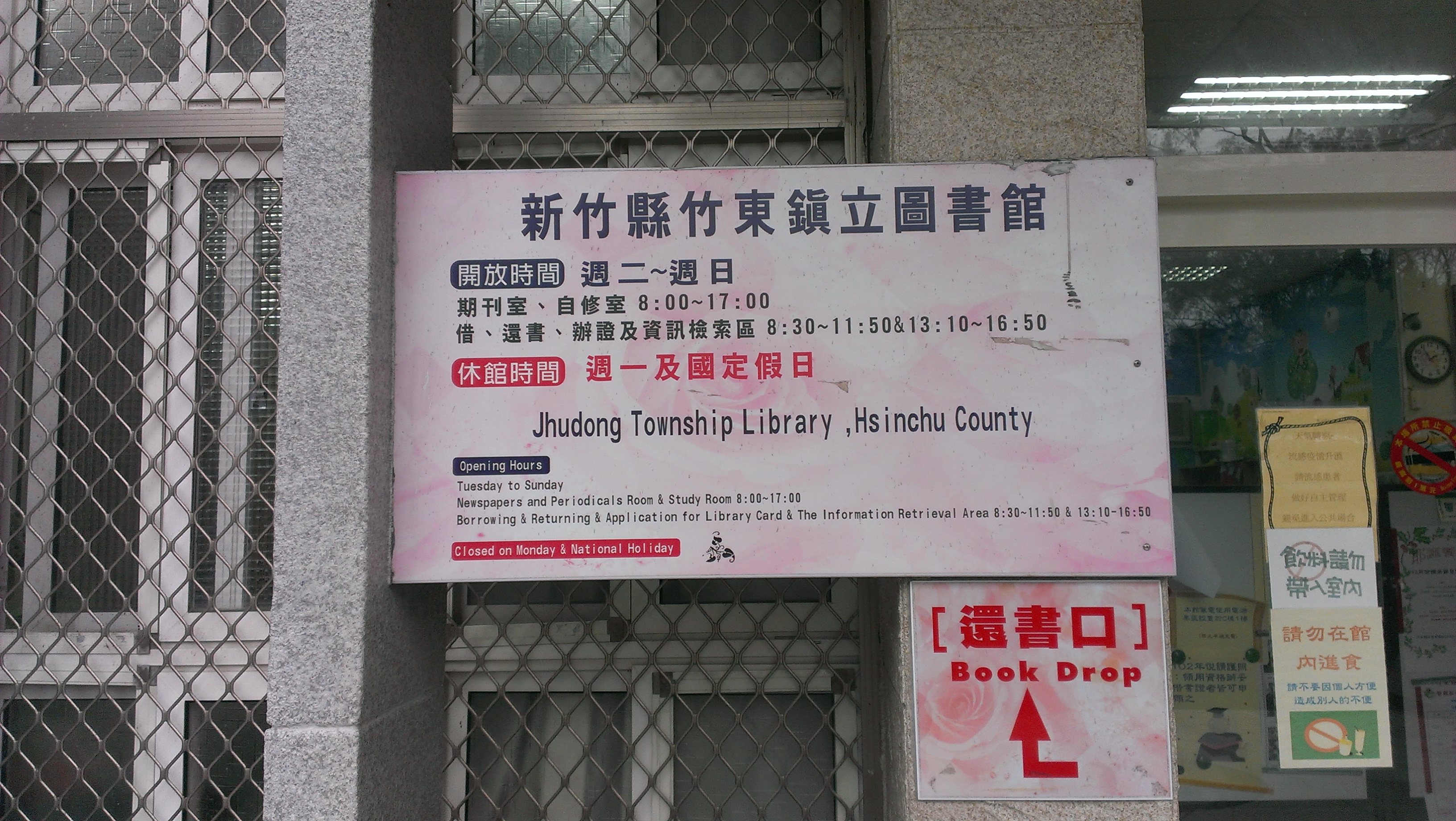
圖書館開放時間表
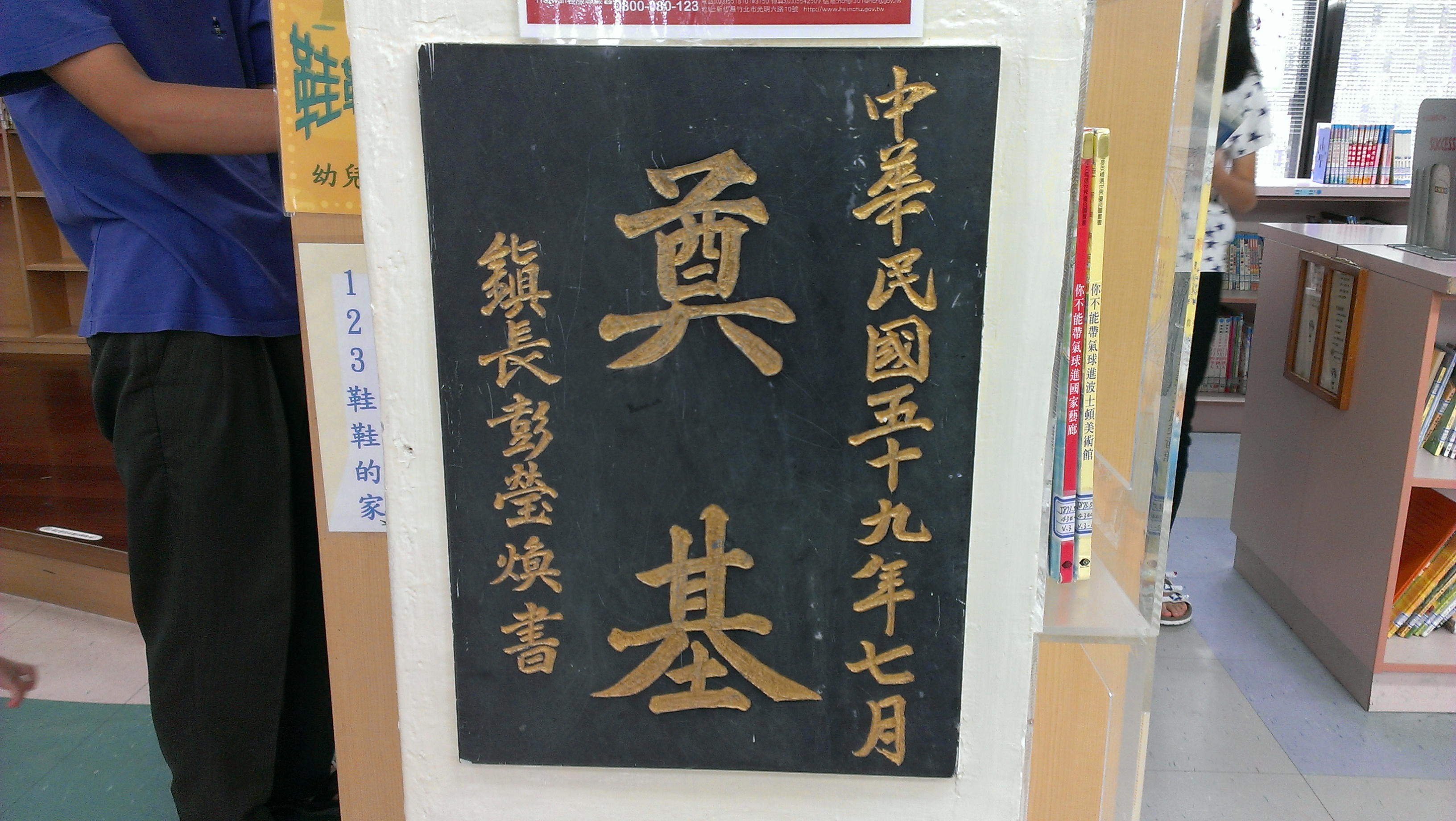
新竹縣竹東鎮立圖書館奠基碑
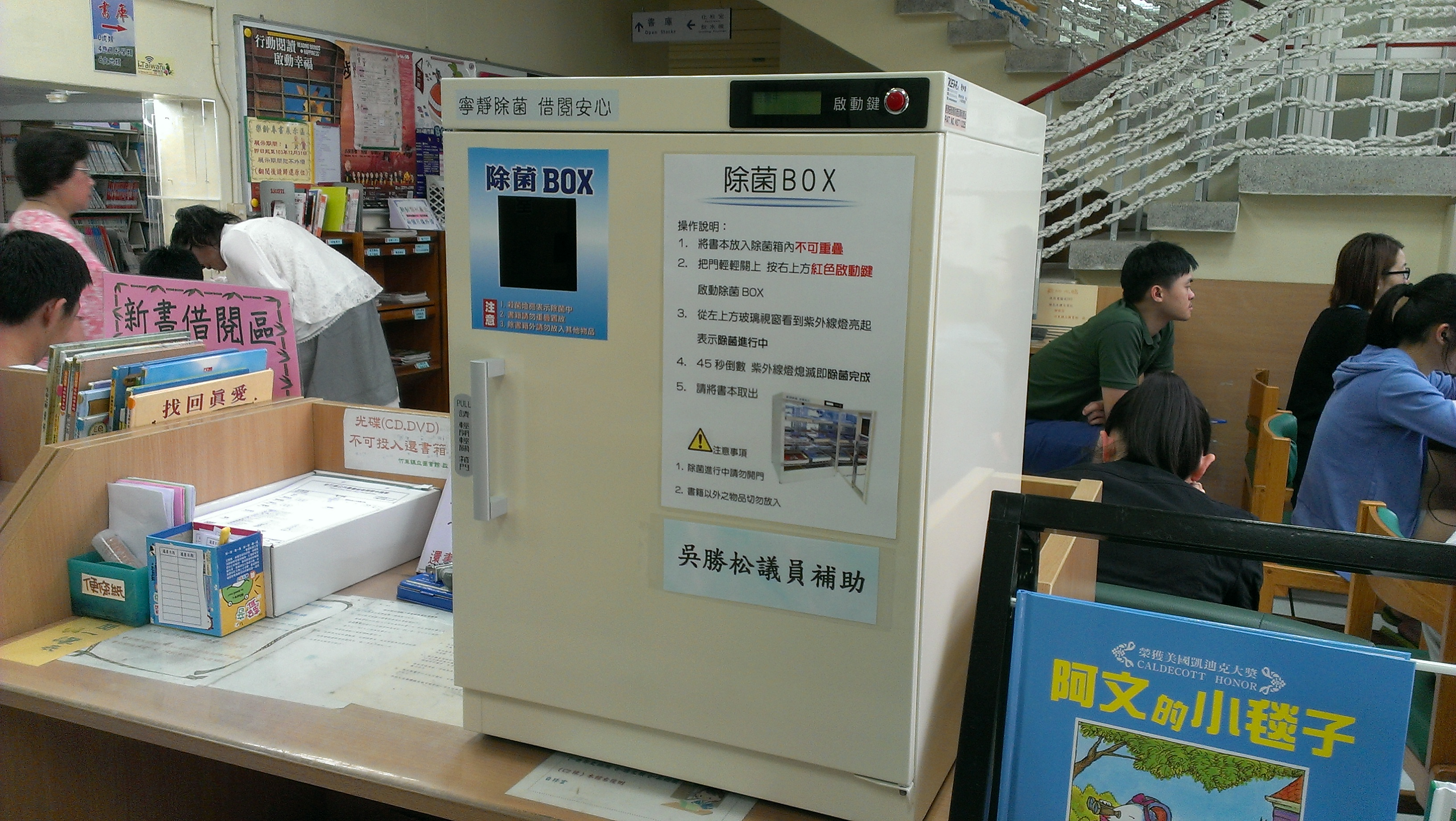
竹東鎮立圖書館之書籍除菌箱

## 外部連結
- 新竹縣竹東鎮立圖書館 （页面存档备份，存于）
- 新竹縣文化局圖書館